# Silvana H. N. Monteiro
Silvana Helena N. Monteiro (1964) es una botánica, orquideóloga, y profesora brasileña. Desarrolla actividades académicas e investigativas en la Universidad Estatal de Feira de Santana.

## Algunas publicaciones
- silvana h.n. Monteiro, alessandra selbach-Schnadelbach, reyjane p. de Oliveira, cássio van den Berg. 2010. Molecular Phylogenetics of Galeandra (Orchidaceae: Catasetinae) Based on Plastid and Nuclear DNA Sequences. Systematic Botany 35 ( 3): 476-486 doi: 10.1600/036364410792495944 en línea
- ------------------------------, m.f.f. Silva, r.s. Secco. 2009. O gênero Galeandra (Orchidaceae) na Amazônia Brasileira. Acta Amazónica 39: 21–33

## Membresías
- de la Sociedad Botánica del Brasil[4]
- Plantas do Nordeste[5]